# Apatura ulupi
Apatura ulupi är en fjärilsart som beskrevs av William Doherty 1889. Apatura ulupi ingår i släktet Apatura och familjen praktfjärilar. Inga underarter finns listade i Catalogue of Life.